# ネルソン・ビバス
ネルソン・ダビド・ビバス（Nelson David Vivas、1969年10月18日 - ）は、アルゼンチン出身の元サッカー選手、サッカー指導者。現役時代のポジションは、ディフェンダー。

## クラブ経歴
キルメスでプロデビューした。 キルメスで3年間過ごした後、ボカ・ジュニアーズに所属し、98試合に出場し、3ゴールを記録した。
その後ヨーロッパに渡り、スイスリーグのFCルガーノにレンタル移籍し、10試合に出場した。1998年8月、160万ポンドの移籍金でアーセナルが獲得した。
アーセナルでは、当初はリー・ディクソンとナイジェル・ウィンターバーンのバックアッパーを務めた。デビューシーズンは、デビューシーズンは、18試合に先発出場し、さらに18試合で途中交代としてプレーした。リーグカップのダービー・カウンティ戦では、初ゴールを決めた。1999-2000のミドルズブラに敗れたリーグカップでは、PK戦でPKを外すという挫折を経験した。
1999年の夏にアーセナルはオレグ・ルズニーとシルビーニョを獲得していたため、主に交代要員となり、1999-00のシーズンの途中にラ・リーガのセルタ・デ・ビーゴにレンタル移籍した。そして、2000-01のシーズン終了後、アーセナルを退団した。アーセナルでは69試合に出場し、40試合はベンチから出場し、1ゴールを決めた。
その後、セリエAのインテル・ミラノに移籍するが、なかなかトップチームに所属できなかった。インテルで2シーズンプレーした後、母国アルゼンチンに戻った。
その後、リーベル・プレートと契約し、1シーズンだけ過ごし、キルメスに戻り、2005年に現役生活に終止符を打った。

## 代表経歴
堅実なディフェンダーとして、ビバスは常にアルゼンチン代表のレギュラーだった。1995年と1997年のコパ・アメリカ、そして1998年のワールドカップにも出場した。アルゼンチン代表として39試合に出場し、1得点を決めた。

## 代表歴

### 出場大会
- アルゼンチン代表
  - 1998 FIFAワールドカップ (ベスト8)

### 試合数
- 国際Aマッチ 38試合 0得点（1994年-2003年）[8]

| アルゼンチン代表 | 国際Aマッチ | 国際Aマッチ |
| 年               | 出場        | 得点        |
| ---------------- | ----------- | ----------- |
| 1994             | 1           | 0           |
| 1995             | 1           | 0           |
| 1996             | 2           | 0           |
| 1997             | 5           | 0           |
| 1998             | 7           | 0           |
| 1999             | 7           | 0           |
| 2000             | 6           | 0           |
| 2001             | 6           | 0           |
| 2002             | 1           | 0           |
| 2003             | 2           | 0           |
| 通算             | 38          | 0           |

## タイトル

### 選手
アーセナルFC
- FAコミュニティ・シールド : 1998

リーベル・プレート
- プリメーラA : 2003

### 監督
- アルゼンチン年間最優秀監督: 2017[10]